# Чусак Сирисут, Иосиф
Иосиф Чусак Сирисут (тайск. ยอแซฟ ชูศักดิ์ สิริสุทธิ์, 24.02.1956 г., Бангнок, Таиланд) — католический прелат, епископ Накхонратчасимы с 30 ноября 2006 года.

## Биография
Иосиф Чусак Сирисут родился 24 февраля 1956 года в Бангноке, Таиланд. Обучался в семинарии святого Иосифа в Сампране. Получил научную степень бакалавра в Открытом университете Сукхотай Тхамматират и магистра богословия в США. 11 мая 1984 года был рукоположён в священника Римским папой Иоанном Павлом II. После рукоположения работал директором школы в Даруне.
С 1986 года Иосиф Чусак Сирисут был администратором и директором в институте Ратчабури. С 1987 года был викарием в церкви города Канчанабури и позднее — в Ратчабури. С 2000 по 2004 год Иосиф Чусак Сирисут обучался в Маниле, после чего получил научную степень лицензиата теологии. Преподавал в Высшей духовной семинарии в Сампране и работал директором Центра культурных и религиозных исследований в Сампхране.
30 ноября 2006 года Римский папа Бенедикт XVI назначил Иосифа Чусака Сирисута епископом Накхонратчасимы. 10 февраля 2007 года состоялось рукоположение Иосифа чусака Сирисута в епископа, которое совершил епископ Иоахим Пхаяо Манисап в сослужении с апостольским делегатом Мьянмы и Брунея архиепископом Сальваторе Пеннаккио и епископом Удонтхани Георгием Йодом Пхимписаном.